# Arieh Sharon

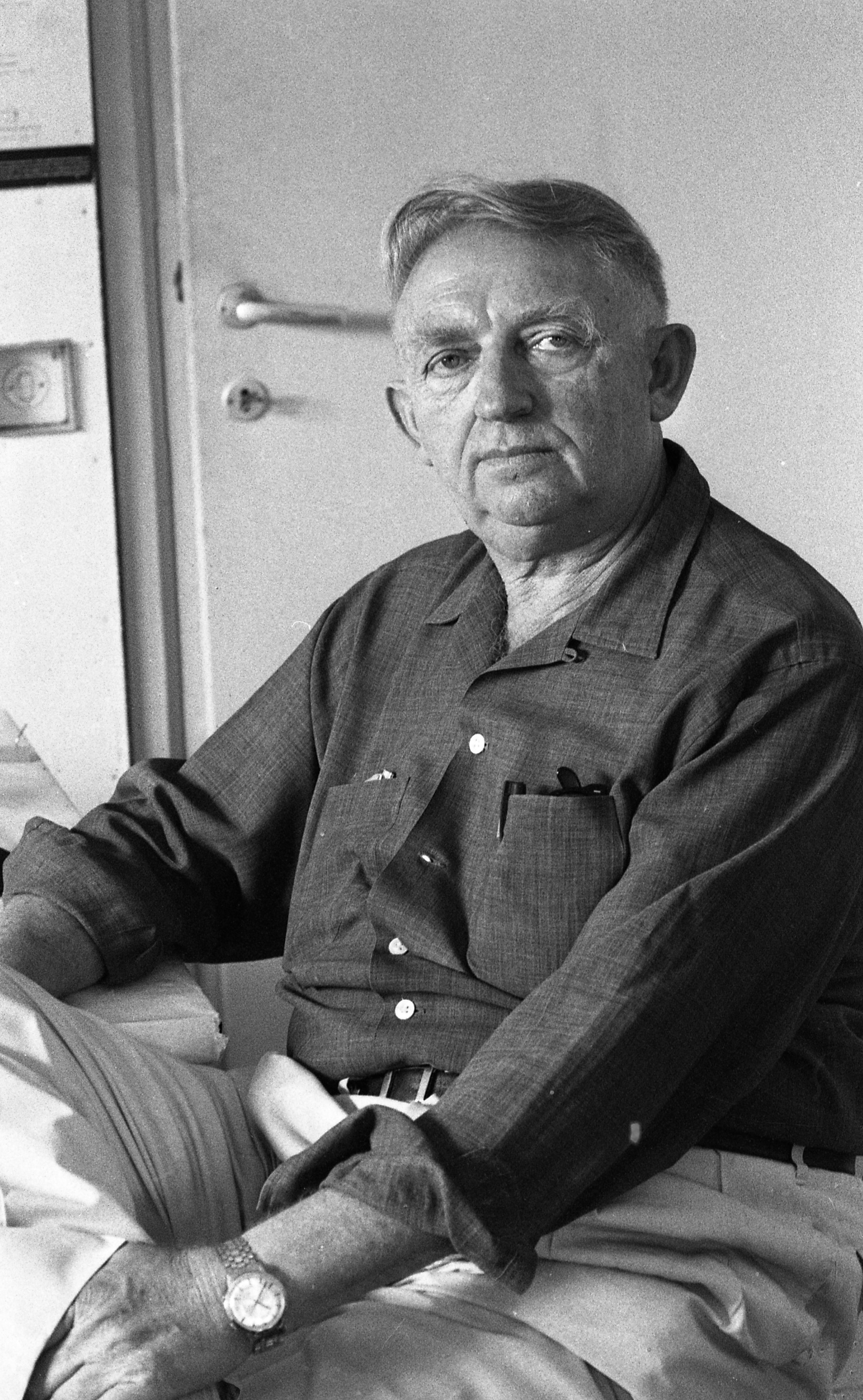
Arieh Sharon (1969)

Arieh Sharon (hebräisch אַרְיֵה שָׁרוֹן Arjeh Scharōn; geboren am 28. Mai 1900 als Ludwig Kurzmann in Jaroslau, Galizien, Österreich-Ungarn; gestorben am 24. Juli 1984 in Paris, Frankreich) war ein israelischer Architekt österreichischer Herkunft. Er war kritischer Wegbereiter der frühen Architektur Israels und verantwortlich für den ersten Nationalen Gliederungsplan des jungen Staates unter dem damaligen Premierminister David Ben-Gurion. Sharon studierte am Bauhaus in Dessau bei Walter Gropius und Hannes Meyer. Nach seiner Rückkehr nach Israel 1931 (damals noch Britisches Mandatsgebiet Palästina) wirkte er an verschiedenen Gebäuden im Internationalen- und Bauhausstil in Tel-Aviv mit (heute Weiße Stadt genannt).
Er errichtete Privathäuser, Kinos, und 1937 sein erstes Krankenhaus. Später spezialisierte er sich auf dieses Fachgebiet und plante so viele der größten medizinischen Zentren des Landes. Arieh Sharon wird als Vater der Israelischen Architektur bezeichnet.

## Leben
Sharon studierte 1919 an der Deutschen Technischen Hochschule Brünn. 1920 emigrierte er zusammen mit einer Gruppe junger Pioniere, die den HaSchomer haZaʿir angehörten, nach Palästina und arbeitete dort als Bauer in Sichron Jaʿaqov. 1921 schloss er sich den Siedlern in Gan Schmuʾel an; in diesem neuen Kibbuz arbeitete er als Imker und lernte die Baukunst der Bienen zu bewundern, ihr effizientes Design und organisiertes Bauen, und wie sie Funktion und Form auf höchst ökonomische Weise vereinten. Später übernahm er die Planung und Errichtung von kleinen Gebäuden, Kuhställen und Wohnhäusern. 1926 wurde er vom Kibbuz für ein Jahr beurlaubt, um in Deutschland seine Kenntnisse in Bau und Architektur zu erweitern.
Nur einen Monat nach seiner Ankunft in Berlin beschloss er, sich am neu entstandenen Bauhaus in Dessau zu bewerben. Er nahm ab dem Wintersemester 1926 an einem der berühmten Bauhaus-Vorkurse bei Josef Albers, Wassily Kandinsky und Joost Schmidt teil und lernte bei László Moholy-Nagy und Paul Klee. Sharons Studienmodelle – die Transformation von zwei-dimensionalen Papier- und Metallblättern in drei-dimensionale Formen – wurden auf einer Ausstellung des Bauhaus-Vorkurses präsentiert. Im April 1927 wurde er einer der ersten Studenten der von Hannes Meyer geführten neu gegründeten Bauabteilung. Der pragmatische und funktionelle Ansatz seines Meisters in der Architektur beeindruckte ihn stark. Genau wie sein Lehrer war auch Sharon den Ideen des Sozialismus verpflichtet.
1928 besuchte er zusammen mit der Jungmeisterin der Webereiwerkstatt Gunta Stölzl und dem Bauhausschüler Peer Bücking die staatliche Kunsthochschule Wchutemas in Moskau. Im Jahr darauf, 1929, heiratete er Stölzl; ihre gemeinsame Tochter Yaʿel wurde am 8. Oktober geboren, und er erhielt sein Bauhausdiplom am 27. November.
1931 kehrte Sharon nach Palästina zurück und eröffnete in Tel Aviv sein Architekturbüro; Gunta Stölzl emigrierte mit der gemeinsamen Tochter Yaʿel in die Schweiz. Die Ehe wurde 1936 geschieden, denn Sharon wollte ‘Chajale’ Chaja Sankowsky (1909–1998) heiraten, eine Schauspielerin am Ohel-Theater, die zu der Zeit schon zwei Söhne mit ihm hatte.
Während des Kriegs um Israels Unabhängigkeit (1948–1949) wurde Sharon zum Leiter der staatlichen Planungsbehörde bestellt, dessen Hauptaufgabe die Ansiedlung der in den Einwanderungswellen ankommenden Juden in Israel war. 1954 kehrte er in sein privates Architekturbüro zurück und begann eine Partnerschaft mit dem Architekten Benjamin Idelson (1911–1972), ebenfalls ein Preisträger des Israel-Preises (1968).
In den 1960er Jahren bewarb er sich zunehmend auch um Aufträge außerhalb Israels, zum Beispiel für Gebäude der Universität in Ile-Ife, Nigeria (heute Obafemi Awolowo University). 1965 trat sein Sohn Eldar Sharon (1933–1994) in das Architekturbüro ein.
Arieh Sharon starb auf einer Reise in Paris; er wurde auf dem Friedhof Nachalat Jizchaq in Givʿatajim (nahe Tel Aviv) beigesetzt. Das von ihm begründete Architekturbüro existiert noch heute und wird von seinem Enkel Arad Sharon geleitet.

## Leistungen
Vom 1. April 1929 bis zum 15. Oktober 1930 war Sharon als Architekt im Baubüro von Hannes Meyer in Berlin beschäftigt. Seine Hauptaufgabe war die örtliche Bauleitung der Bundesschule des Allgemeinen Deutschen Gewerkschaftsbundes in Bernau bei Berlin bis zu deren Inbetriebnahme am 1. Mai 1930.
Sharons erster Auftrag in Tel Aviv war der Bau von vier Pavillons für die Histadrut (Dachverband der israelischen Gewerkschaften) für die Levante-Messe im Jahre 1932, nachdem er für den Entwurf den ersten Preis im Architekturwettbewerb gewonnen hatte. Diese Pavillons bestanden aus modularen Holzelementen, die stufenweise ansteigend und ausbreitend angeordnet und mit Jute bedeckt waren. Es folgte eine Reihe von Gebäuden in Tel Aviv im sogenannten Internationalen Stil, die zu der markanten Architektur Tel Avivs als Weiße Stadt beitrugen. 1936 baute er sein erstes Krankenhaus.

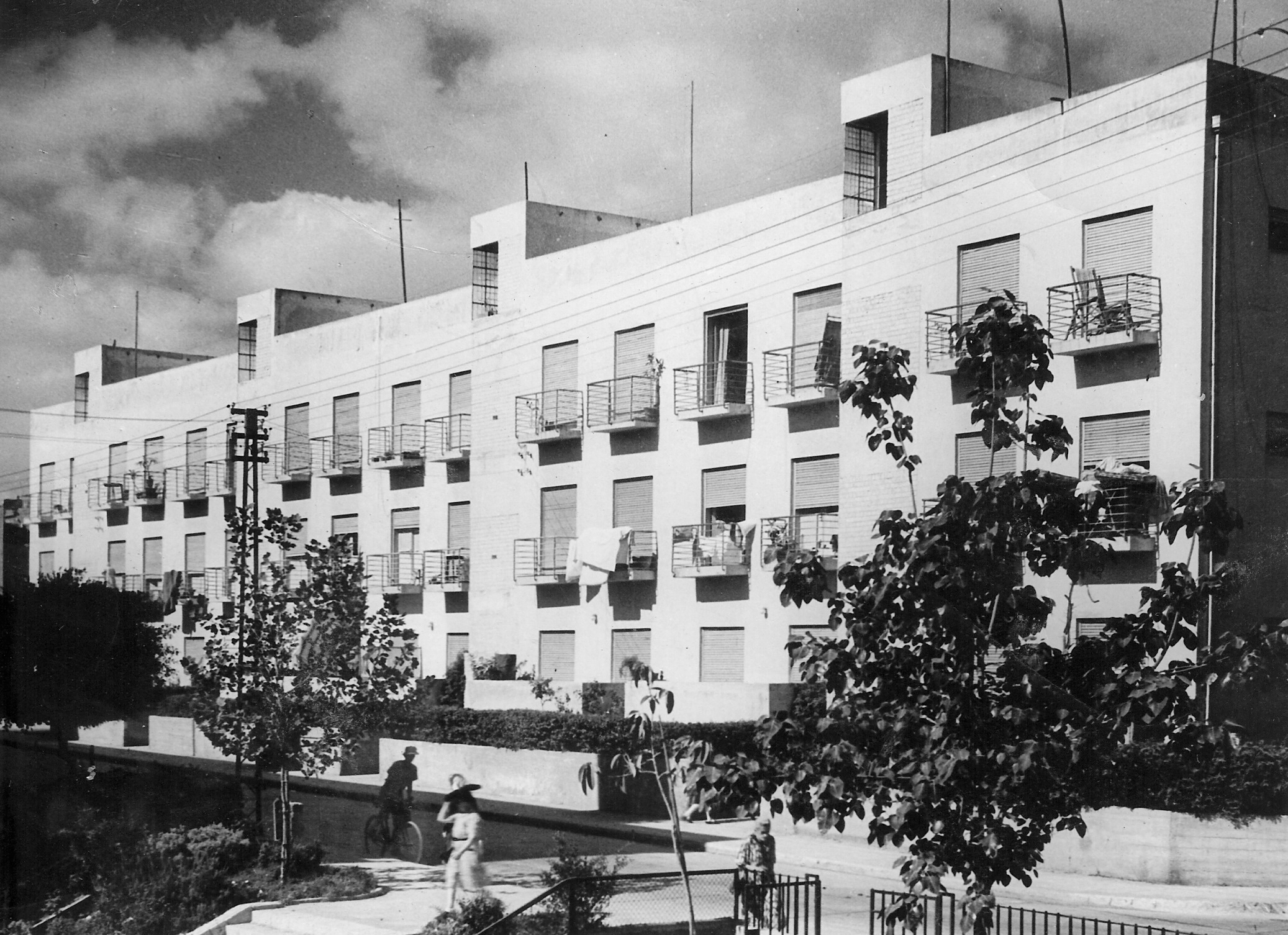
Arbeiterwohnsiedlung „Meʿonot ʿOvdim“, 1936

Sharons Arbeiterwohnsiedlungen sind um einen großen, öffentlichen, begrünten Innenhof angeordnete Gebäude, mit Wohnungen in den oberen Geschossen und Geschäften sowie gemeinschaftlichen Einrichtungen – Kindergarten, Waschküche, Synagoge – im Erdgeschoss.
Für Kibbuzim entwarf Sharon einfache Gebäude, kommunale Einrichtungen und Schulen, die aus vor Ort verfügbaren Materialien gebaut werden konnten: Sand, Ziegel, Kalkstein. Das Zentrum eines Kibbuz bildet häufig der gemeinsame Speisesaal (hebräisch חֲדַר הָאוֹכֵל Chadar haʾŌchel), der sowohl beim Essen als auch bei Festen und Versammlungen Mittelpunkt des gemeinschaftlichen Lebens ist und auch für Film- und Theateraufführungen genutzt wird. Die Schulen wurden meist für 200 bis 300 Kinder mehrerer Kibbuzim gebaut und waren selbst wie ein Mikro-Kibbuz angelegt. Sharon gestaltete Entwürfe für existierende Siedlungen und ihrer Erweiterungen sowie allgemeine Strukturen für neue landwirtschaftliche Siedlungen und Gemeinschaftsschulen.
Sharon hielt auch Vorlesungen am Technion in Haifa, der Technischen Universität Israels, unter anderem zu den Themen:
- Die frühen Siedlungsformen auf dem Lande
- Die genossenschaftlichen Moschavim
- Die Kvutza, aus denen sich später die Kibbuzim entwickelten
- Die Raumstruktur der verschiedenen Siedlungsformen
- Soziale und wirtschaftliche Strukturen in den Kibbuzim
- Arbeitsorganisation, Erziehung und kulturellen Aktivitäten in den Kibbuzim

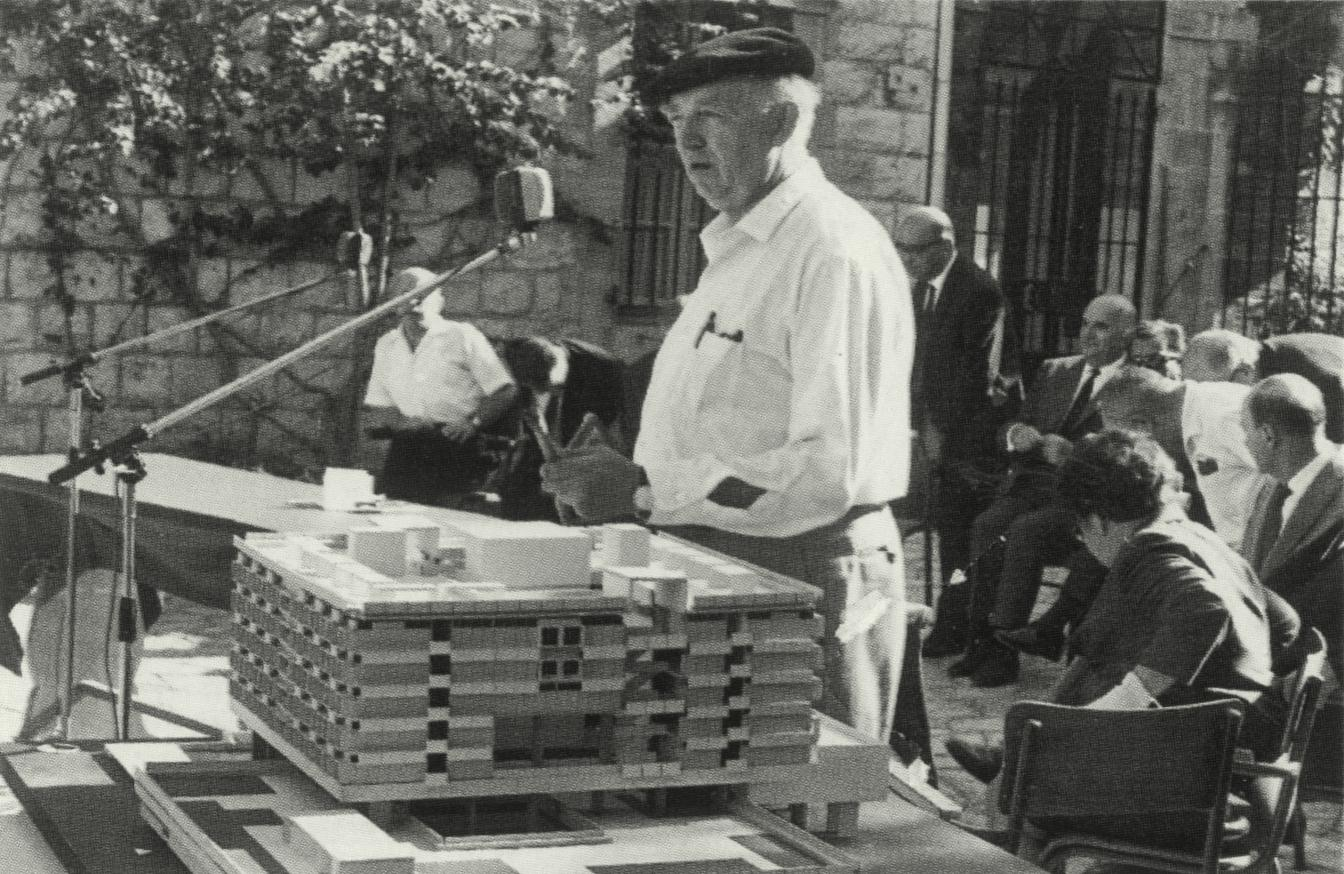
Arieh Sharon mit dem Modell des Krankenhauses auf dem Rambam Health Care Campus, Haifa, 1966

Zur Zeit der Gründung des Staates Israel im Jahr 1948 lebte die Mehrzahl der Bevölkerung in dem schmalen Küstenstreifen entlang des Mittelmeers. Eine der Hauptaufgaben der neu gegründeten staatlichen Planungsbehörde, deren Vorsitzender Arieh Sharon wurde und die direkt dem Büro des Premierministers David Ben-Gurion unterstand, war es, Lösungen für die vielen Einwanderer zu finden, die nach der Unabhängigkeit nach Israel strömten. Diese Gruppe bestand aus 180 Stadt- und Regionalplanern, Architekten, Ingenieuren und Volkswirtschaftlern. Sie entwickelte den ersten Nationalen Gliederungsplan (hebräisch תִּכְנוּן פִיסִי בְּיִשְׂרָאֵל Tichnūn fīssī bə-Jisraʾel, deutsch ‚Physische Planung/Raumplanung in Israel‘, englisch National Outline Plan) für Israel – den so genannten Sharon-Plan (hebräisch תָּכְנִית שָׁרוֹן Tåchnīt Scharōn), in dem das Land – abhängig von wirtschaftlichen Möglichkeiten, geographischen Besonderheiten, Kommunikationsfaktoren und der historischen Vergangenheit – in Planungsregionen aufgeteilt wurde. Die Regionalstruktur wurde durch den Aufbau einer mittelgroßen Stadt zu einem regionalen, urbanen Zentrum vervollständigt. Dieser Plan enthielt den Bau von 20 neuen, über das Land verteilten Städten und Richtlinien für Industriegebiete nahe dieser neuen Städte. Sharons Plan führte so zum Aufbau der Entwicklungsstädte, beispielsweise Beit Scheʾan, Qirjat Gat und Nazareth Illit. Landwirtschaftliche Regionen wurden definiert, die bis in die südliche Wüste Negev reichten. Eine nationale Wasserplanung sah die Versorgung des trockenen Südens des Landes mit Wasser aus dem wasserreichen Norden vor (Landeswasserrohrleitung). Weiterhin wurde die Entwicklung von Nationalparks geplant, um Stätten mit besonderen landschaftlichen Merkmalen, geschichtlicher Bedeutung und Naturschutzgebiete zu bewahren.
Ende 1953 wurde Sharon von den Vereinten Nationen eingeladen, um als Planungsexperte Seminare zum Thema Wohnungsbau und Entwicklung des Gemeinwesens in Neu-Delhi, Burma und Japan abzuhalten.

## Werke

### Bauwerke (Auswahl)
- New Beilinson General Hospital (hebräisch בֵּית חוֹלִים בֶּילִינְסוֹן כְּלָלִי Beit Chōlīm Beilīnsōn Klalī, seit 1996 umbenannt in (hebräisch מֶרְכָּז רְפוּאִי רַבִּין Merkaz Rəfūʾī Rabīn; Krankenhaus mit 500 Betten), Petach Tiqwa 1950–1956
- Gebäude 21 und 22 des Verteidigungsministeriums, HaQirja, Tel Aviv 1952–1954
- Ichilov Municipal Hospital (hebräisch בֵּית חוֹלִים אִיכִילוֹב Beit Chōlīm Īchīlōv; Krankenhaus mit 300 Betten), seit 1980 Medizinisches Zentrum Tel Aviv ‹Sourasky› (hebräisch מֶרְכַּז רְפוּאִי תֵּל אָבִיב עַל שֵׁם סוּראסְקִי Merkaz Rəfūʾī Tel Avīv ʿal Schem Sourasky, מרת״א MaRT"A), Tel Aviv 1954–1958
- Forum des Technion (inkl. Sekretariat, Bibliothek und Churchill-Auditorium), Tel Aviv 1954–1958
- Terrassenwohnhaus für Immigranten, Nazareth 1954–1955
- The Michael and Anna Wix Auditorium am Weizmann-Institut für Wissenschaften (zusammen mit Benjamin Idelson), Rechovot, 1955[9]
- Regionales Krankenhaus (jetzt hebräisch סוֹרוֹקָה - מֶרְכַּז רְפוּאִי אוּנִיבֶרְסִיטָאִי Soroka – Merkaz Rəfūʾī Ūnīverssīṭaʾī, deutsch ‚Soroka – Universitäres Medizinisches Zentrum‘), Beʾer Scheva 1955–1962
- Sitz der Zionistischen Weltorganisation (Bürogebäude), Tel Aviv 1957
- Wingate Institute for Physical Culture, Netanja 1958–1960
- Israel-Pavillon auf der EXPO Weltausstellung (zusammen mit Arjeh Elchanani), Brüssel 1958
- Halle der Erinnerung (אֹהֶל יִזְכּוֹר) in der Gedenkstätte Yad Vashem (zusammen mit Arjeh Elchanani und Benjamin Idelson), Jerusalem 1961
- Zentrale der Bank haPoʿalim, Tel Aviv 1959–1960
- Yakin Pektin Fabrik, Petach Tiqwa 1959–1961
- Hauptquartier der Jewish Agency for Israel, Tel Aviv 1961–1965
- Zentralgebäude der קֻפָּה חוֹלִים כְּלָלִית Quppat Chōlīm Klalīt (Krankenkasse der Histadrut), Tel Aviv 1963–1965
- Ife Universität (Gebäude für die Geisteswissenschaften, zusammen mit AMY Ltd.), Ile-Ife, Nigeria 1963–1965
- Ife Universität (Studentenwohnheim, zusammen mit AMY Ltd.), Ile-Ife, Nigeria 1964
- Kinnarot (Erholungsheim), Tiberias 1965–1971
- Maimonides-Hospital (Rambam Health Care Campus; Krankenhaus mit 600 Betten), Haifa 1965–1972
- Zentrale der Landwirtschaftlichen Kooperativen, Tel Aviv 1965–1968
- Wolfson General Hospital (Krankenhaus), Cholon, Tel Aviv 1966–1976
- Tel Aviv Medical Center (Krankenhaus, Erweiterung Ichilov Municipal Hospital), Tel Aviv 1966
- Museiʾon Jad Mordechai, Kibbuz Jad Mordechai, 1966–1968
- Geha Mental Hospital (Krankenhaus mit 170 Betten), Petach Tiqwa, 1966–1970
- Israel Pavillon auf der EXPO Weltausstellung (gebaut von Seʾev Vered), Montreal, 1967
- Ife Universität (Bibliothek, zusammen mit AMY Ltd.), Ile-Ife, Nigeria 1967–1970
- Wohnanlagen, Beʾer Scheva und Nazareth, 1967–1969
- Medizinisches Institut der Universität Tel Aviv, Tel Aviv 1967–1972
- Ife Universität (Institut für Pädagogik und Sekretariat, mit AMY Ltd.), Ile-Ife, Nigeria 1968–1972
- Masterplan für die Altstadt von Jerusalem und Umgebung (mit dem Architekten David A. Brutzkus), 1968–1970
- Ben Gurion Research Center, Midreschet Sde Boker, 1968
- Bank Jisraʾel, Jerusalem, 1979–1981, Planungen 1969–1974
- Amerikahaus (mit dem Architekten M. Tintner), Tel Aviv 1970–1973
- Oduduwa Halle, Ife Universität (mit AMY Ltd.), Ile-Ife, Nigeria 1972–1976
- Soroka Medical Center (jetzt hebräisch סוֹרוֹקָה - מֶרְכַּז רְפוּאִי אוּנִיבֶרְסִיטָאִי Soroka – Merkaz Rəfūʾī Ūnīverssīṭaʾī, deutsch ‚Soroka – Universitäres Medizinisches Zentrum‘; Erweiterung des Krankenhauses auf 1200 Betten), Beʾer Scheva, 1972–1976
- Tel Aviv Medical Center, seit 1980 Medizinisches Zentrum Tel Aviv ‹Sourasky› (hebräisch מֶרְכַּז רְפוּאִי תֵּל אָבִיב עַל שֵׁם סוּראסְקִי Merkaz Rəfūʾī Tel Avīv ʿal Schem Sourasky, מרת״א MaRT"A); Erweiterung des Krankenhauses auf 1000 Betten), Tel Aviv 1972–1982
- Gilo (Wohnquartier), Jerusalem, 1973–1976
- Hospital Assaf haRofe (Krankenhauskomplex), Tel Aviv 1975–1985
- Gil haSahav (גִּיל הַזָּהָב ‚Goldenes Alter‘; Seniorenwohnheim), Tel Aviv 1980

### Veröffentlichungen (Bücher)
- Kibbutz + Bauhaus: an architect’s way in a new land. Karl Krämer Verlag, Stuttgart und Massada, Israel 1976.
- Physical Planning in Israel. Tel Aviv 1954.
- Hospitals in Israel and the Developing Countries. Tel Aviv 1968.
- Planning Jerusalem: The Old City and its Environs. Weidenfeld and Nicolson, Jerusalem 1973.
- University of Ife Master Plan. Egboramy Co. & Arieh Sharon, Eldar Sharon, 1981.

### Veröffentlichungen (Artikel)
- entwurf für das haus des arbeiterrats in jerusalem. In: bauhaus. Nr. 1, Januar 1929, S. 22–23.
- Planning in Israel. In: Israel and Middle East. Tel Aviv März 1952.
- Planning in Israel. In: Town Planning Review. Liverpool April 1952.
- Collective Settlements in Israel. In: Town Planning Review. Liverpool Januar 1955.
- Hospitals in Israel. In: World Hospitals. Band 1. London 1964.
- Medical Centres and Hospitals in Developing Countries. In: Dialogue in Development – Proceedings of the 2nd World Congress of Engineers and Architects in Israel. Tel Aviv 1970.
- Planning Jerusalem. In: Ekistics. Athen November 1974.

## Ausstellungen
- Architecture in Eretz Israel. HaBima Theater, Tel Aviv, September 1944.
- National Exhibition. Tel Aviv Museum of Art, Februar 1950.
- Conquest of the Desert (hebräisch כִּבּוּשׁ הַשְְּׁמָמָה Kibbūsch haSchmamah, deutsch ‚Einnahme der Ödnis‘). International Convention Center (Jerusalem), September 1953.
- 50 Jahre Bauhaus. Stuttgart 1967.
- Tel Aviv – Neues Bauen 1930–1939. Stuttgart, 1993
- White City: International Style Architecture in Israel: A Portrait of an Era. Tel Aviv Museum of Art, 1984; Jewish Museum (New York), 1984
- The Israeli Project. Tel Aviv Museum of Art, 2001
- Einzelausstellung Kibbutz+Bauhaus: an architect’s way in a new land. Bauhaus-Archiv Berlin, 1976; Essen, Zürich, 1977; München, Stuttgart, Hamburg, Mexiko-Stadt, 1978; Washington, New York, Philadelphia, 1979; Chicago, 1980.
- Arieh Sharon – Bauhaus-Schüler und Architect. Erfurt, 2009.

## Ehrungen und Mitgliedschaften
- Mitglied des Stadtplanungskomitees, Tel Aviv, 1934
- Geschäftsführendes Mitglied der Engineers and Architects Association, 1936
- Goldmedaille des Mexikanischen Architekturinstituts, 1936
- Vorsitzender des Israel Institute of Architects (IIA), 1955
- Rokach-Preis für Architektur, Stadtverwaltung Tel Aviv, 1960
- Ehrenmitglied des Royal Institute of British Architects (RIBA), London, 1962
- Gewinner des Israel-Preises für Architektur, Jerusalem, 1962
- Ehrenmitglied der Akademie der Künste, Berlin, 1963
- Vorsitzender des National Council for National Parks and Nature Reserves, Israel, 1964
- Präsident der Association of Engineers, Architects and Graduates in Technological Sciences in Israel (AEAI), Tel Aviv, 1965–1971
- Ehrenmitglied (Honorary Fellow) des American Institute of Architects (AIA), Washington, D.C., 1970
- Mitglied des Executive Committee of the International Union of Architects (UIA), Paris, 1963–1969
- Mitglied des Kuratoriums des Bauhaus-Archivs, Berlin, 1975